# Microsorum latilobatum
Microsorum latilobatum är en stensöteväxtart som beskrevs av Elbert Hennipman och Hett. Microsorum latilobatum ingår i släktet Microsorum och familjen Polypodiaceae. Inga underarter finns listade.